# Distrikt San Miguel de Chaccrampa
Der Distrikt San Miguel de Chaccrampa (nicht mehr aktueller Name: Distrikt San Miguel de Chaccrapampa) liegt in der Provinz Andahuaylas in der Region Apurímac im zentralen Süden von Peru. Der Distrikt wurde am 8. Juni 1990 gegründet. Er besitzt eine Fläche von 84,9 km². Beim Zensus 2017 wurden 1694 Einwohner gezählt. Im Jahr 1993 lag die Einwohnerzahl bei 1762, im Jahr 2007 bei 1850. Die Distriktverwaltung befindet sich in der 3650 m hoch gelegenen Ortschaft San Miguel de Chaccrampa (auch: Chaccrampa) mit 662 Einwohnern (Stand 2017). San Miguel de Chaccrampa liegt 42 km südwestlich der Provinzhauptstadt Andahuaylas. Ein weiterer größerer Ort im Distrikt ist Iglesia Pata mit 274 Einwohnern.

## Geographische Lage
Der Distrikt San Miguel de Chaccrampa liegt im Andenhochland im Südwesten der Provinz Andahuaylas. Der Río Chicha (auch Río Soras) fließt entlang der westlichen Distriktgrenze nach Norden.
Der Distrikt San Miguel de Chaccrampa grenzt im Westen an die Distrikte Paico und San Salvador de Quije (beide in Provinz Sucre), im Norden an den Distrikt Chiara sowie im Osten und im Süden an den Distrikt Huayana.